# Red Hill (Karolina Południowa)
Red Hill – jednostka osadnicza w Stanach Zjednoczonych, w stanie Karolina Południowa, w hrabstwie Horry.